# Valters & Kaža
Valters & Kaža oder Walters & Kazha waren ein Musikduo aus Lettland, bestehend aus Valters Frīdenbergs (* 26. Oktober 1987 in Riga; † 17. Oktober 2018) und Kārlis Būmeisters (* 13. Dezember 1986 in Riga).

## Werdegang
Die beiden Sänger und Gitarristen kannten sich seit ihrer Kindheit, denn damals waren sie in der lettischen Kinder-Popband Dzeguzīte (deutsch: Kuckuck) aktiv und fanden sich danach als Popduo zusammen.
Die beiden nahmen am lettischen Vorentscheid für den Eurovision Song Contest 2005 in Kiew teil und wurden im zweiten Halbfinale dort sowohl nach Televoting- als auch nach Jurywertungen Erste und qualifizierten sich für das Finale. Hier konnten sie das Superfinale erreichen, in dem sie ebenfalls den ersten Platz erreichten und somit Lettland beim Eurovision Song Contest mit ihrer Ballade The War Is Not Over, komponiert von Mārtiņš Freimanis, vertreten durften. Dort kamen sie auf den zehnten Platz im Halbfinale und qualifizierten sich somit knapp für das Finale, wo ihnen Platz fünf gelang.
Vier Jahre später versuchte Valters alleine mit seinem Lied For a Better Tomorrow am Eurovision Song Contest 2009 teilzunehmen, schied im Halbfinale allerdings als Dreizehnter von zwanzig aus.
2011 und 2016 moderierten sie gemeinsam den ESC-Vorentscheid für LTV1. Beim Eurovision Song Contest 2012 wirkte Frīdenbergs als Punktesprecher.

## Nach dem ESC
Sowohl Valters aber auch Kārlis waren politisch aktiv. Valters trat der christlich-konservativen Latvijas Pirmā partija/Latvijas Ceļš bei. 2011 kandidierte er bei der Parlamentswahl in Lettland 2011 für einen Sitz in der Saeima. Da die Partei die 5-%-Hürde verfehlte, blieb auch ihm ein Sitz als Abgeordneter verwehrt. Kārlis arbeitet heute als Mitarbeiter im EU-Parlament. Er ist hier parlamentarischer Mitarbeiter des EU-Abgeordneten Roberts Zīle.
2016 wurde bei Valters Krebs diagnostiziert; eine Krankheit, an der er im Oktober 2018 kurz vor seinem 31. Geburtstag starb.